# Subdivisions
Subdivisions är en låt av Rush. Låten släpptes som singel och återfinns på albumet Signals, släppt den 9 september 1982.
"Subdivisions" spelades live av Rush 930 gånger.
Bandet Ninja Sex Party gjorde en cover på låten på coveralbumet Under the Covers släppt i mars 2016.